# إبداع (جريدة)
إبداع هي مجلة أدبية عربية شهرية مقرها القاهرة، مصر.

## تاريخ
تم إطلاق مجلة إبداع في يناير 1983. تصدر المجلة، التي تتخذ من القاهرة مقرا لها، من قبل المنظمة المصرية العامة للكتاب، وهي وكالة تابعة لوزارة الثقافة.
أصبح الشاعر المصري أحمد عبد المعطي حجازي رئيس تحرير المجلة في عام 1990 واستقال من منصبه في عام 2002. أعيد تعيينه رئيس تحرير إبداع في عام 2006.

## حظر
تم حظر إبداع عدة مرات. على سبيل المثال، تم حظره بعد نشر لوحة تصور آدم وحواء عارية. وحدث الحظر الآخر بعد نشر دراسة عن الثقافة اليهودية.
وفي نيسان / أبريل 2007، حظرت المجلة ورفضت المحكمة الإدارية لمجلس الدولة المصري الترخيص في 7 نيسان / أبريل 2009 بسبب نشر قصيدة «على شرفة ليلى مراد» من قبل الشاعر المصري حلمي سالم (1951-2012). القصيدة التي تشبه الله بالفلاح المصري اعتبرت من قبل المحكمة «ازدراء». وقدم التماس إلى المحكمة من قبل السلطات في جامعة الأزهر. ومع ذلك، فإن المطبوعات السابقة للقصيدة في مختارات سالم عام 2006 وفي مجلة الوفد اليومية والعربية لم تسبب أي ضجة. وبالإضافة إلى الحظر، انتقد حمدي رزق بشدة المجلة ل "المصري اليوم"، وهي صحيفة يومية في مصر، بسبب نشرها للقصيدة. وتم إلغاء الحظر وإلغاء الترخيص في الاستئناف في حزيران / يونيه 2009.